# 无穷递降法
无穷递降法，又名無窮遞減法（英語：Proof by infinite descent），是数学中证明方程无解的一种方法。

## 步骤
- 假设方程有解，并设X为最小的解。
- 从X推出一个更小的解Y。
- 从而与X的最小性相矛盾。所以，方程无解。

## 一些實用的例子

### a2+b2=3(s2+t2)無非平方解
证明下列方程无正整数解:
{\displaystyle a^{2}+b^{2}=3\cdot (s^{2}+t^{2}),\,}
证明:
假设该方程有正整数解。
设{\displaystyle a_{1},b_{1},s_{1},t_{1}}为最小的解。即
{\displaystyle a_{1}^{2}+b_{1}^{2}=3\cdot (s_{1}^{2}+t_{1}^{2})}
显然，{\displaystyle a_{1}}和{\displaystyle b_{1}}都必须能被3整除。设
{\displaystyle 3a_{2}=a_{1}\,}及{\displaystyle 3b_{2}=b_{1}.\,}
我们得到
{\displaystyle (3a_{2})^{2}+(3b_{2})^{2}=3\cdot (s_{1}^{2}+t_{1}^{2})}
{\displaystyle 3(a_{2}^{2}+b_{2}^{2})=s_{1}^{2}+t_{1}^{2}.\,}
这是更小的解，与{\displaystyle a_{1},b_{1},s_{1},t_{1}}的最小性相矛盾。所以，原方程无正整数解。

### 2{\displaystyle {\sqrt {2}}}的無理性
假設{\displaystyle {\sqrt {2}}}是有理數，即{\displaystyle p^{2}=2q^{2}}有正整數解。

令{\displaystyle (p,q)}是此方程的最小解

易知{\displaystyle p}是偶數，從得{\displaystyle q}是偶數

⇒{\displaystyle (p/2,q/2)<(p,q)} 

和{\displaystyle (p,q)}是此方程的最小解矛盾，故無正整數解 

⇒從得{\displaystyle {\sqrt {2}}}是無理數